# Centurions de Cologne (NFL Europa)
Cet article concerne l'ancienne équipe de football américain ayant évolué en NFL Europe (2004-2007). Pour la nouvelle équipe de la ELF, voir Centurions de Cologne (ELF).
Stade
Maillots
Les Centurions de Cologne sont une franchise allemande de football américain qui était basée à Cologne. 
Ce club ayant joué dans le RheinEnergieStadion d'une capacité de 50 374 places a été fondé en 2004 comme franchise d'expansion de la NFL Europa. Elle a remplacé la défunte équipé des Dragons de Barcelone.
La franchise a joué pendant quatre saisons dans cette compétition et a cessé ses activités au terme de la saison 2007 à la suite de la dissolution de la NFL Europa.
Les entraîneurs de cette franchise ont été respectivement, Peter Vaas (en) (2004 et 2005), Darryl Sims (en) (2006) et David Duggan (2006 et 2007).
Les Centurions sont la seule équipe de la NFL Europa à n'avoir jamais gagné un World Bowl (nom de la finale de la saison).

## Saison par saison
| Saison | Nb. | Victoire | Défaite | Nul | %    | Classement                                 | Phase finale                               |
| ------ | --- | -------- | ------- | --- | ---- | ------------------------------------------ | ------------------------------------------ |
| 2004   | 10  | 4        | 6       | 0   | 40,0 | 4e                                         | Non qualifié                               |
| 2005   | 10  | 6        | 4       | 0   | 60,0 | 3e                                         | Non qualifié                               |
| 2006   | 10  | 4        | 6       | 0   | 40,0 | 4e                                         | Non qualifié                               |
| 2007   | 10  | 6        | 4       | 0   | 60,0 | 3e                                         | Non qualifié                               |
| Totaux | 40  | 20       | 20      | 0   | 50,0 | 0 titre (aucun match joué en phase finale) | 0 titre (aucun match joué en phase finale) |